# Almamy Touré
Almamy Touré (Bamako, Malí, 28 de abril de 1996) es un futbolista maliense que juega como defensor. Actualmente se encuentra sin equipo.

## Trayectoria
Debutó en liga el 20 de febrero de 2015 en la victoria de visitante contra el OGC Niza, remplazando a Layvin Kurzawa en los 35 minutos del encuentro. Jugó su primer partido como titular el 25 de febrero de 2015, durante la sorpresiva la victoria de Mónaco 1-3 contra el Arsenal F. C. en el Emirates Stadium. Touré firmó un nuevo contrato de cuatro años con el Monaco el 19 de mayo del año 2015.
En enero de 2016 fue considerado por el diario italiano La Gazzetta dello Sport como unas de las 50 promesas sub-20 del fútbol.

## Selección nacional
En marzo de 2022 fue convocado por la selección de Malí. Para hacer su debut tuvo que esperar al 18 de junio de 2023 en un encuentro ante la República del Congo en el que se clasificaron para la Copa Africana de Naciones 2023.

## Estadísticas

### Clubes
Actualizado al último partido disputado el 4 de mayo de 2025.
| Club                               | Div.          | Temporada     | Liga  | Liga  | Copas nacionales | Copas nacionales | Copas internacionales | Copas internacionales | Total | Total |
| Club                               | Div.          | Temporada     | Part. | Goles | Part.            | Goles            | Part.                 | Goles                 | Part. | Goles |
| ---------------------------------- | ------------- | ------------- | ----- | ----- | ---------------- | ---------------- | --------------------- | --------------------- | ----- | ----- |
| A. S. Monaco Francia               | 1.ª           | 2014-15       | 5     | 1     | 2                | 1                | 1                     | 0                     | 8     | 2     |
| A. S. Monaco Francia               | 1.ª           | 2015-16       | 10    | 3     | 1                | 0                | 2                     | 0                     | 13    | 3     |
| A. S. Monaco Francia               | 1.ª           | 2016-17       | 15    | 0     | 7                | 0                | 5                     | 0                     | 27    | 0     |
| A. S. Monaco Francia               | 1.ª           | 2017-18       | 20    | 1     | 4                | 0                | 3                     | 0                     | 27    | 1     |
| A. S. Monaco Francia               | 1.ª           | 2018-19       | 4     | 0     | 0                | 0                | 1                     | 0                     | 5     | 0     |
| A. S. Monaco Francia               | Total club    | Total club    | 54    | 5     | 14               | 1                | 12                    | 0                     | 80    | 6     |
| Eintracht Fráncfort · Alemania     | 1.ª           | 2018-19       | 7     | 0     | ―                | ―                | 0                     | 0                     | 7     | 0     |
| Eintracht Fráncfort · Alemania     | 1.ª           | 2019-20       | 19    | 1     | 3                | 0                | 7                     | 0                     | 29    | 1     |
| Eintracht Fráncfort · Alemania     | 1.ª           | 2020-21       | 17    | 1     | 1                | 0                | ―                     | ―                     | 18    | 1     |
| Eintracht Fráncfort · Alemania     | 1.ª           | 2021-22       | 10    | 0     | 0                | 0                | 8                     | 1                     | 18    | 1     |
| Eintracht Fráncfort · Alemania     | 1.ª           | 2022-23       | 7     | 0     | 1                | 0                | 1                     | 0                     | 9     | 0     |
| Eintracht Fráncfort · Alemania     | Total club    | Total club    | 60    | 2     | 5                | 0                | 16                    | 1                     | 81    | 3     |
| 1. F. C. Kaiserslautern · Alemania | 2.ª           | 2023-24       | 11    | 1     | 4                | 1                | ―                     | ―                     | 15    | 2     |
| 1. F. C. Kaiserslautern · Alemania | 2.ª           | 2024-25       | 8     | 0     | 1                | 0                | ―                     | ―                     | 9     | 0     |
| 1. F. C. Kaiserslautern · Alemania | Total club    | Total club    | 19    | 1     | 5                | 1                | 0                     | 0                     | 24    | 2     |
| Total carrera                      | Total carrera | Total carrera | 133   | 8     | 24               | 2                | 28                    | 1                     | 185   | 11    |
| 1. 2.                              |               |               |       |       |                  |                  |                       |                       |       |       |

## Palmarés

### Campeonatos nacionales
| Título  | Club         | País    | Año     |
| ------- | ------------ | ------- | ------- |
| Ligue 1 | A. S. Monaco | Francia | 2016-17 |

### Campeonatos internacionales
| Título                 | Club                | Sede    | Año     |
| ---------------------- | ------------------- | ------- | ------- |
| Liga Europa de la UEFA | Eintracht Fráncfort | Sevilla | 2021-22 |

### Distinciones individuales
| Distinción                                                                         | Año  |
| ---------------------------------------------------------------------------------- | ---- |
| Parte de los 50 mejores futbolistas sub-20 del mundo según La Gazzetta dello Sport | 2016 |